# Stichting voor Internationalisme
De Stichting voor Internationalisme was een in 1905 door de pacifisten P.H. Eijkman en P. Horrix opgerichte Nederlandse stichting met als doel het bevorderen van een beter onderling begrip tussen mensen om zo tot een blijvende wereldvrede te komen (zie internationalisme). De stichting probeerde dit doel te bereiken door enerzijds zo veel mogelijk internationale organisaties op één plaats te laten samen komen en anderzijds door het verzamelen van zo veel mogelijk documentaire informatie over internationale organisaties en de vredesbeweging.

## Geschiedenis
De oprichting van de Stichting voor Internationalisme was geïnspireerd door de Eerste Vredesconferentie van Den Haag van 1899, die leidde tot de oprichting van het Permanent Hof van Arbitrage. Directeur Eijkman leidde de stichting vanuit zijn "Physiatrische Inrichting" in Scheveningen, bijgestaan door secretaris Horrix. Hier waren al snel tientallen mensen werkzaam om informatie te verzamelen en te beheren.
Tijdens de Tweede Vredesconferentie van Den Haag in 1907 kreeg ze de steun van de vereniging Vrede door Recht en belangrijke Haagse politici en opende een "Internationale Kring'", een ontmoetingscentrum voor afgevaardigden, aan de Prinsessegracht 6a. De stichting beschikte echter niet over een internationaal georiënteerde adviesraad en ging uiteindelijk aan het fiasco van de vestiging van een "wereldhoofdstad" even buiten Den Haag in de zomer van 1912 ten onder.

### Wereldhoofdstad

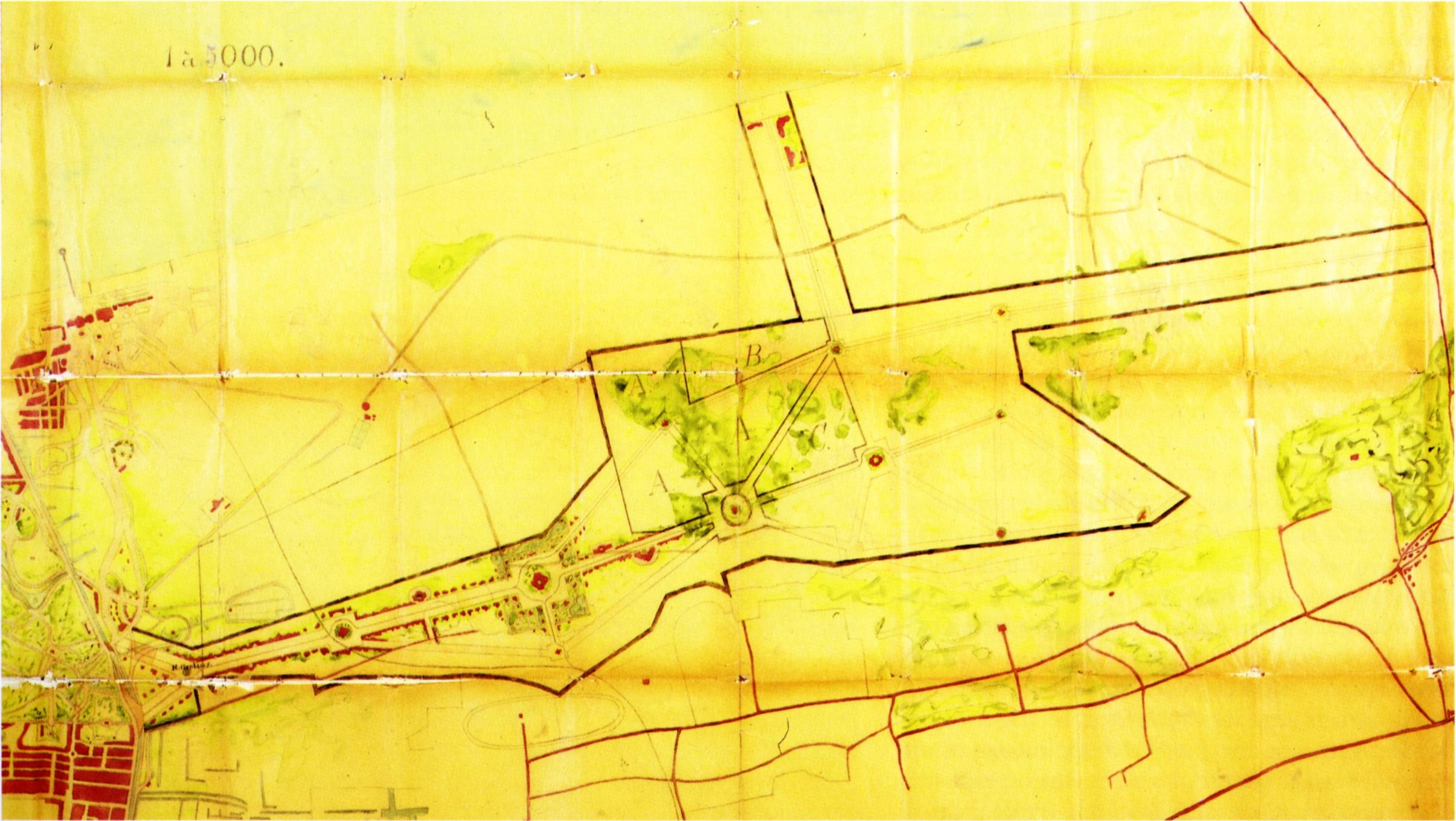
K.P.C. de Bazel. Ontwerp voor een Wereldhoofdstad [schets]. 1905.

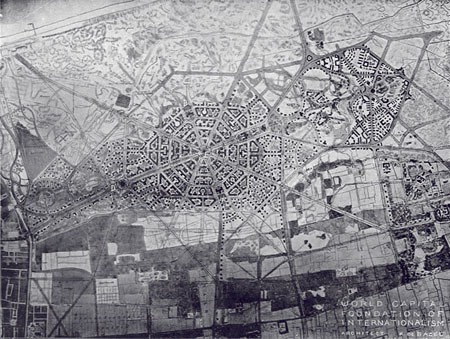
K.P.C. de Bazel. Ontwerp voor een Wereldhoofdstad [definitief ontwerp]. 1905.

Voor het in 1899 ingestelde Permanent Hof van Arbitrage was een passende huisvesting nodig. Dit bracht Eijkman op het idee een "wereldhoofdstad" te stichten, naar voorbeeld van bijvoorbeeld Washington D.C., met een Vredespaleis en drie academies: een voor antropologie, een voor kunst en een voor pedagogiek, hygiëne en economie. Op die manier konden wetenschap en kunst direct een bijdrage leveren aan wereldvrede.
Eijkman ontmoette in januari 1905 de architect en theosoof K.P.C. de Bazel. De Bazel was zo enthousiast over het plan dat hij dat voorjaar een ontwerp voor de nieuwe Wereldhoofdstad maakte. Het bestond uit een groot, achthoekig centrum ten noorden van Den Haag, met acht brede lanen die samenkomen in een groot park met in het midden daarvan het Vredespaleis. Door dit paleis te plaatsen op een natuurlijke hoogte, de Mussenberg, zou het in de wijde omtrek te zien zijn.
Het plan van De Bazel werd in 1906 gepubliceerd in het tijdschrift Der Städtebau en op 7 juni 1906 organiseerde Eijkman een excursie naar de Musschenberg. Ook reisden Horrix en Eijkman de wereld af om bekendheid aan hun plan te geven. Dit was een succes. Onder de steunbetuigingen zijn de namen te vinden van onder meer Edvard Grieg, Max Liebermann, Anders Zorn en Auguste Rodin. Wat de financiering aanging vertrouwde Eijkman op overheidssteun. Hij schatte de totale kosten op 52 miljoen gulden. Hij ging ervan uit dat de overheid de grond zou kopen en dat een rijke particulier de rest zou bekostigen. Die particulier was de Brits-Amerikaanse staalmagnaat Andrew Carnegie.
Carnegie liet zich in 1903 overhalen een deel van zijn fortuin te besteden aan de bouw van een gepast onderkomen voor het Permanent Hof. Hoewel Carnegie het geld hiervoor al aan de speciaal hiervoor opgerichte Carnegie Stichting had overgemaakt, probeerde Eijkman hem toch te interesseren voor zijn Wereldhoofdstad. In april 1905 reisde hij samen met Horrix naar New York om Carnegie te ontmoeten. Carnegie weigerde hen echter te ontvangen, mogelijk gewaarschuwd door de Carnegie Stichting, maar ondertussen werd hun plan op 9 en 16 april gepubliceerd in de New York Herald. Deze trokken Carnegies nieuwsgierigheid dermate, dat hij erin toestemde dat Eijkman en Horrix met hem mee mochten reizen op de S.S. Baltic terug naar Europa.
Ondertussen had de Carnegie Stichting na bijna een jaar onderhandelen besloten het landgoed Zorgvliet aan de regering voor te dragen voor de vestiging van het toekomstige Vredespaleis. Om dit te voorkomen stuurden Eijkman en Horrix een petitie naar de Tweede Kamer. Dit mocht echter niet baten. De voordracht van de Carnegie Stichting werd in augustus goedgekeurd, waarmee de kans op een Wereldhoofdstad voorgoed verkeken leek. Zelfs pogingen van diplomaat William Stead om de Interparlementaire Unie in Brussel voor het plan te winnen mislukten. Nog dezelfde maand schreef de Carnegie Stichting een prijsvraag uit voor haar vredespaleis, die in mei 1906 gewonnen werd door de Franse architect L.M. Cordonnier.

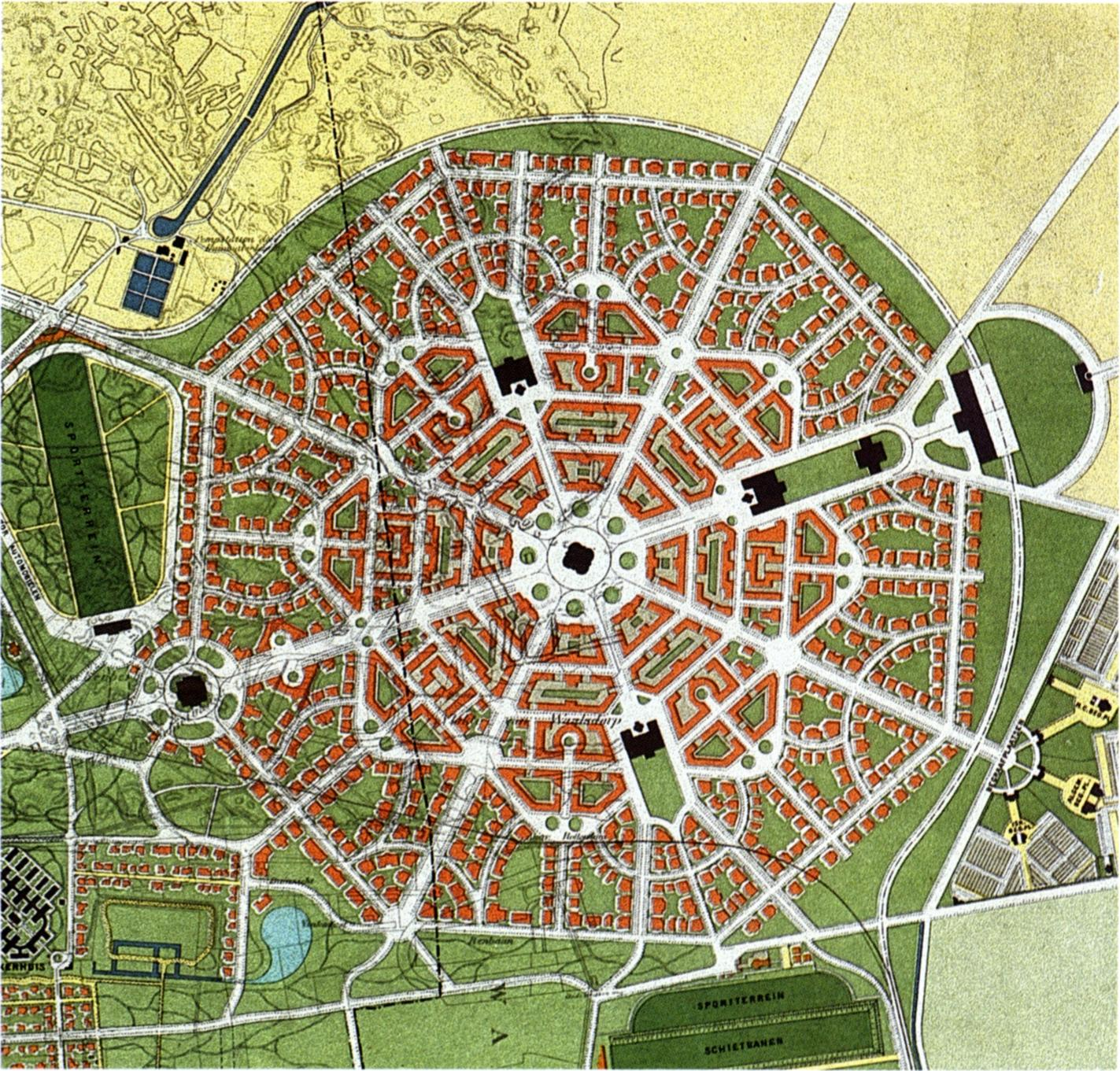
H.P. Berlage. Uitbreidingsplan voor Den Haag [detail]. 1908.

Dit had het einde van de Stichting voor Internationalisme betekend, ware het niet dat de tegenstanders van de uitkomst van deze prijsvraag zich nu volledig achter het plan De Bazel schaarden. De Nederlandse architecten Berlage, Kromhout en Walenkamp vonden Cordonniers vredespaleis veel te behoudend, daarbij ondersteund door het Royal Institute of British Architects. In mei 1907 richtten de tegenstanders van het "officiële" vredespaleis een petitie aan de Tweede Kamer en tijdens de Tweede Vredesconferentie van Den Haag circuleerde een lijst van meer dan 150 prominenten, verenigd in het "Voorloopig Wereldcomité voor de Stichting van het Internationalisme". Het lukte echter niet de zaak op de agenda van de Conferentie te krijgen.
In 1908 deed Berlage nog een poging de Wereldhoofdstad gerealiseerd te krijgen door het in vereenvoudigde vorm in zijn uitbreidingsplan voor Den Haag op te nemen. Ondertussen kreeg de Stichting steeds meer steun vanuit het parlement. Deze steun kwam niet zozeer voort uit sympathie voor het plan, maar uit het feit dat de steden Brussel, Bern en Genève nu ook probeerden internationale organisaties naar zich toe te trekken. Mogelijk in dit licht lieter Eijkman en Horrix hun ontwerp in 1911 door onder meer architect Scheltema aanpassen. Maar ook dit aangepaste plan ondervond weerstand van de Carnegie Stichting. De Stichting voor Internationalisme wist deze laatste slag niet te winnen en werd uiteindelijk in 1912 opgeheven.

## Review of Internationalism
Ter ondersteuning van de doelstelling om zo veel mogelijk internationale organisaties op één plaats te laten samenkomen, gaf de stichting het tijdschrift Review of Internationalism uit in vier talen, waaronder een Nederlandse editie onder de titel Revue voor internationalisme. Het verscheen  drie keer tijdens de Tweede Vredesconferentie van Den Haag  in 1907. Het bevatte bijdragen van Richard Barthold, Alfred Fried, William Thomas Stead en Bertha von Suttner.

## Verder lezen
- Anoniem (30 september 1905) 'Plannen van internationalisme', De Opmerker, 40e jaargang, nummer 39, pp. 305–310. Zie [dode link], [dode link], [dode link] en [dode link].